# Волин (град)
Волин (пољ. Wolin) је град у Пољској у Војводству Западно Поморје у Повјату камјењском. Према попису становништва из 2011. у граду је живело 5.014 становника.
.

## Становништво
Према прелиминарним подацима са пописа, у граду је 2011. живело 5.014 становника.
| 2002. | 2011. | 2012. |
| ----- | ----- | ----- |
| 4.946 | 5.014 | 4.968 |